# جوزهندیان
جوزهندیان (نام علمی: Myristicaceae) نام یک تیره از راسته مگنولی است.